# Hun Sen
Hun Sen (khmer: ហ៊ុន សែន), född 4 april 1951 (enligt egna uppgifter 5 augusti 1952) i Peam Koh Sna i Kampong Cham, är en kambodjansk politiker som var landets premiärminister 1985–1993 och nu innehar samma post alltsedan 1998. 1979–1986 och 1987–1990 var han även utrikesminister.

## Biografi
Hun Sen är en av de viktigaste gestalterna i det Kambodjanska folkpartiet, ett kommunistiskt-socialistiskt parti som styrt Kambodja i omgångar sedan den vietnamesiska ockupationen 1979-1989. Han är före detta medlem i de röda khmererna, men deserterade från rörelsen 1979, kort före den vietnamesiska invasionen.
Sedan Vietnam etablerat en lydregering med stöd av ett flertal exilkambodjaner utsågs Hun Sen till utrikesminister i Heng Samrins regering. 1985 övertog han posten som regeringschef. Sedan de första demokratiska valen hållits 1993 förlorade han makten till det antikommunistiska NRP.
1998 kunde han åter inträda som premiärminister sedan kommunisterna återfått en stor del av sitt stöd. I parlamentsvalen 2003 utökade han ytterligare sitt stöd. Han har fört en provietnamesisk politik och har från åtskilliga håll anklagats för sin auktoritära ledarstil och den utbredda korruptionen i landet.
Under striderna som ledde till Phnom Penhs fall i april 1975 förlorade han ett öga. Han är gift och har fyra barn.